# بازیل هیتلی
بازیل هیتلی (انگلیسی: Basil Heatley; ۲۵ دسامبر ۱۹۳۳ – ۳ اوت ۲۰۱۹) ورزشکار دو و میدانی اهل بریتانیا بود.